# Ferdinand Kramer (Architekt)

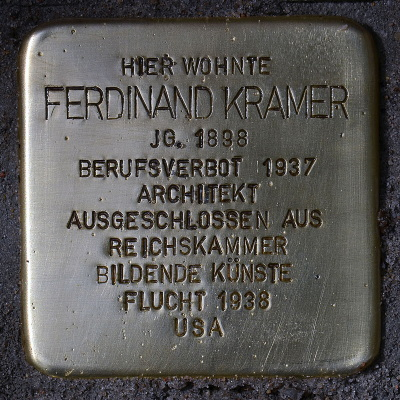
Ferdinand Kramer, Stolperstein Oppenheimer Straße 44, Frankfurt/M

Ferdinand Kramer (* 22. Januar 1898 in Frankfurt am Main; † 4. November 1985 ebenda) war ein deutscher Architekt und Designer des Funktionalismus. Er wirkte hauptsächlich in Frankfurt am Main, wo er in den 1920er Jahren als Mitarbeiter Ernst Mays an der Gestaltung des Neuen Frankfurt beteiligt war. Von den Nationalsozialisten als „entartet“ geschmäht, mit Arbeitsverbot belegt, emigrierte und folgte er 1938 seiner Frau Beate in die USA. Nach dem Krieg kehrte er nach Frankfurt zurück und war dort zwischen 1952 und 1964 Baudirektor der Johann Wolfgang Goethe-Universität. Unter seiner Leitung entstanden 23 neue Universitätsgebäude.

## Leben
Kramers Eltern waren Gustav Theophil Kramer (1859–1928) und Anna Maria Kramer, geb. Leux (1868–1947), sie führten ein renommiertes Frankfurter Hutgeschäft, das auch überregional bekannt war. Eine der Arbeiten Ferdinand Kramers war die neue Gestaltung und vermutlich auch die Einrichtung des elterlichen Geschäftes „Hutlager G. Kramer“ in der Frankfurter Innenstadt im Hotel Schwan, Steinweg 12. Im Jahr 1916, unmittelbar nach Abschluss der Schule, wurde Kramer zum Militärdienst eingezogen und blieb bis zum Ende des Ersten Weltkriegs Soldat. Im Jahr darauf begann er sein dreijähriges Architekturstudium in München bei Theodor Fischer. 1919 ging er ans Bauhaus und verließ es nach wenigen Monaten enttäuscht, weil es damals keine reguläre Architekturausbildung gab. Er schloss 1922 sein Studium an der TH München ab.
Während der Inflationszeit ohne Aufträge in Frankfurt, entwarf Kramer zunächst Kleinmöbel und Gebrauchsgegenstände aus Metall, u. a. den bekannten „Kramer-Ofen“, einen Allesbrenner, der seit 1925 von der Firma Buderus produziert wurde.
Verheiratet war er dreißig Jahre mit Beate Kramer, geb. Feith. Eine Scheidung auf Druck der Nazis lehnte er ab, und nach Ausschluss aus der Reichskammer der bildenden Künste und Arbeitsverbot 1937 folgte er ihr 1938 in die Emigration in die USA. Auf Bitten Horkheimers die Universität wieder aufzubauen, kehrte er 1952 nach Frankfurt zurück und heiratete neun Jahre später die Künstlerin Lore Koehn. Aus dieser Ehe stammen drei Kinder.

## Neues Frankfurt

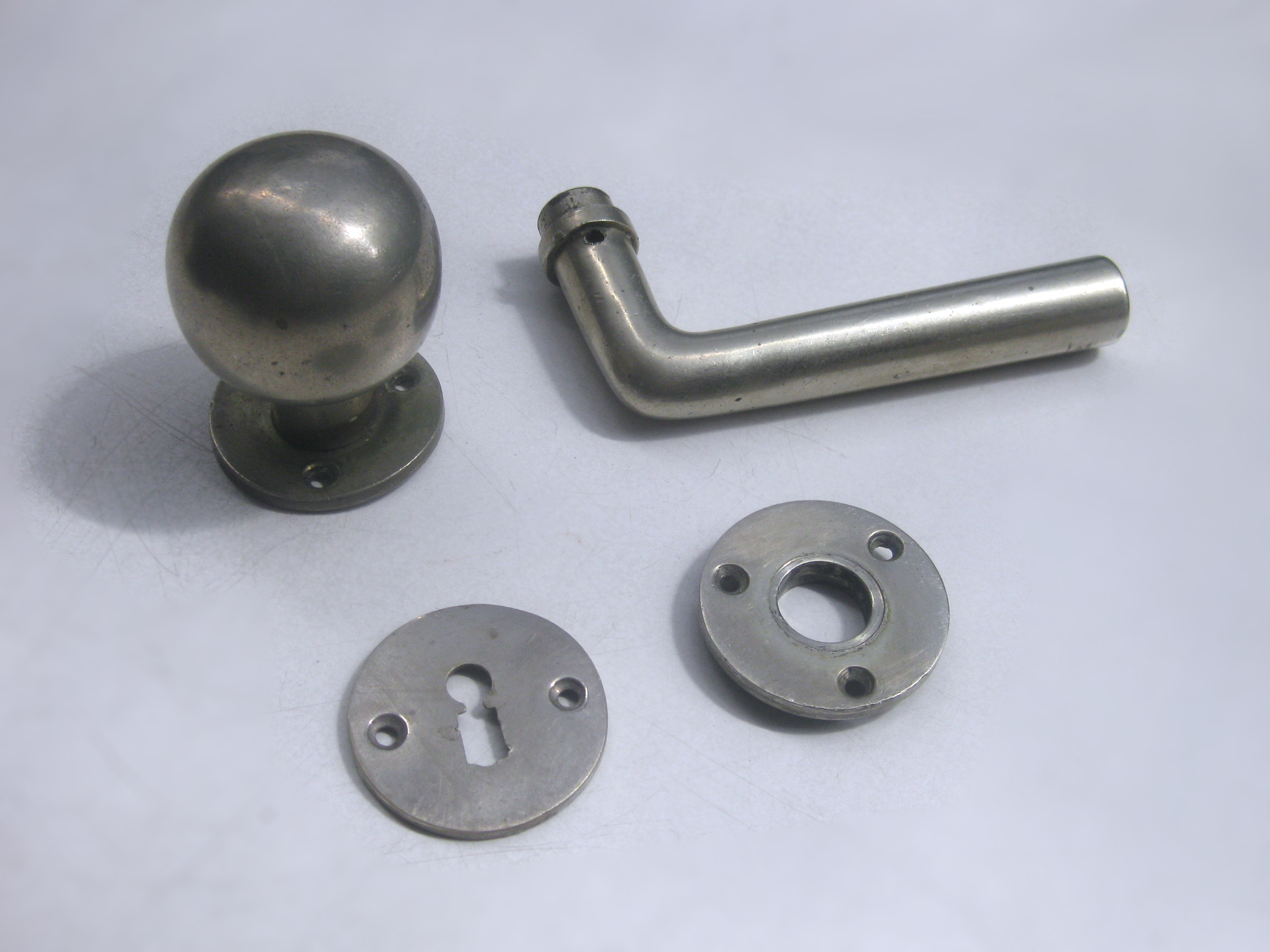
Türdrücker von Kramer

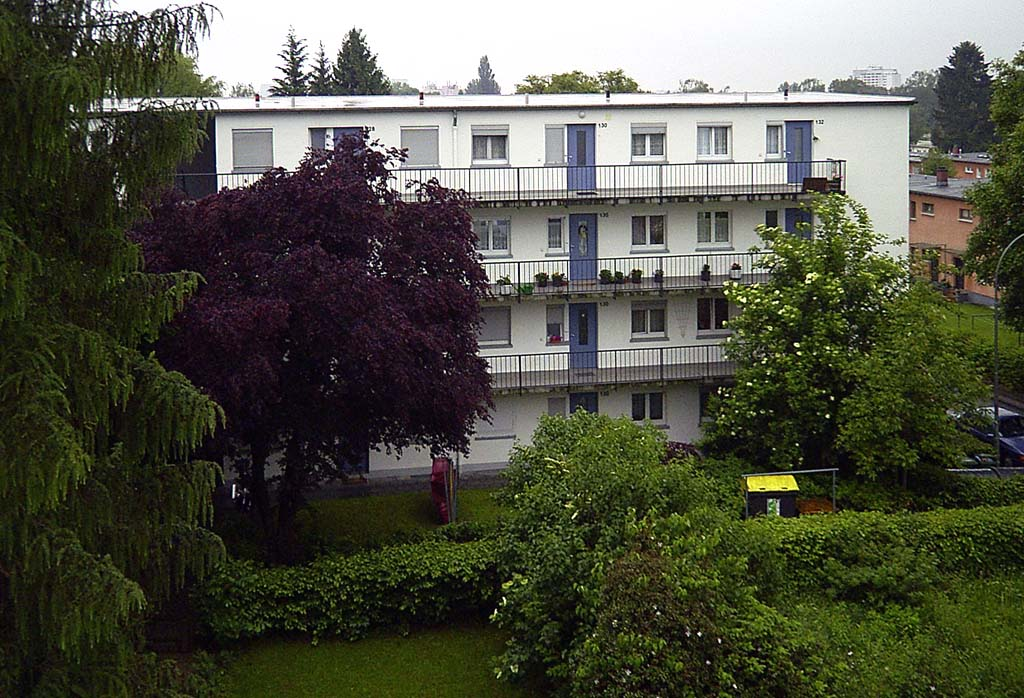
Laubenganghaus in der Siedlung Westhausen

1925 veranlasste Ernst May die Anstellung Kramers in der Abteilung für Typisierung des städtischen Hochbauamtes in Frankfurt am Main, die er bis zum Weggang Mays aus Frankfurt im Jahre 1930 behielt. Während dieser Zeit entwarf Kramer hauptsächlich kombinierbare Möbel, die sich den verkleinerten Wohnungsgrundrissen anpassten, sowie Gebrauchsobjekte: Leuchten, Sitzbadewannen, Türdrücker, normierte Sperrholztüren, Fensterbänke u. a., die wegen der niedrigen Herstellungskosten auch für Geringverdienende erschwinglich waren.
Als Architekt war Kramer nur an einem Siedlungsprojekt des Neuen Frankfurt beteiligt: die Laubenganghäuser, Heizwerk und Waschküche in der Siedlung Westhausen wurden nach seinen Plänen in Zusammenarbeit mit Eugen Blanck gebaut. Zusätzlich zu seiner Tätigkeit im Hochbauamt entwarf Kramer Möbel u. a. für die Firma Thonet, deren massenindustrielle Fertigungsmethoden ihn faszinierten. Seine Bewunderung für die schlichten, sinnvoll konstruierten Thonet-Möbel teilte er mit dem großen Architekten Adolf Loos, den er sowohl in Wien besuchte wie auch in Frankfurt empfing und dessen berühmte Schrift „Ornament und Verbrechen“ auf Kramers Initiative hin erstmals in Deutschland veröffentlicht wurde.
1927 war Ferdinand Kramer für das Interior von zwei Musterwohnungen – im Gebäude von Mies van der Rohe und einem Reihenhaus von J.J.P. Oud – sowie für die Überwachung des von Ernst May geplanten Plattenbaus in der Weißenhofsiedlung Stuttgart verantwortlich.

## Emigration
Kramer ging – anders als die meisten seiner Frankfurter Kollegen – nicht zusammen mit Ernst May in die Sowjetunion; er blieb als selbstständiger Architekt in Frankfurt. 1931 wurde die Baustelle des von ihm geplanten und heute noch bestehenden Hauses Erlenbach in der Hans-Sachs-Straße 6 wegen „Verunstaltung der Gegend“ durch Flachdach und moderne Form während der Arbeiten von den zuständigen Behörden stillgelegt, so dass der Bau erst nach einjähriger Unterbrechung auf Intervention des Regierungspräsidenten von Hessen-Nassau vollendet werden konnte. 1992 wurde das Haus Erlenbach unter Denkmalschutz gestellt.
1933 verließ Kramer aus Protest gegen die bereitwillig vollzogene Gleichschaltung den Deutschen Werkbund, dem er seit 1924 angehört hatte. Bis zu seiner Emigration Anfang 1938 beschäftigte er sich hauptsächlich mit dem Umbau und der Einrichtung von Privatwohnungen, dem Café Bauer und Ladeneinrichtungen. Nach dem Ausschluss aus der Reichskammer der bildenden Künste, Berufsverbot (s. o.) und einer Ausstellung seiner Arbeiten als „Entartete Architektur“ entschloss Kramer sich zur Emigration in die USA, wo er sich in New York niederließ.
Dort arbeitete er zunächst für renommierte Architektur- und Designbüros, bis er 1940 die Zulassung als Architekt erhielt. Das zuvor emigrierte Institut für Sozialforschung berief Kramer als Leiter zweier Siedlungsgesellschaften (Kramer war seit seiner Jugend mit Theodor W. Adorno befreundet). In der Nähe von New York (Port Chester, Westchester County) besaß das Institut ausgedehnte Grundstücke, für die Kramer zwei Einfamilienhaussiedlungen (die eine schlicht, die andere etwas aufwendiger) plante und vermarktete. Vor allem war Kramer in den USA als Designer tätig: Er entwarf sogenannte „Knock Down“-Möbel, kombinierbare, variable Möbel, von den Benutzern selbst zusammenzubauen, wie das Prinzip der heutigen IKEA-Möbel. Er entwarf auch Gartenmöbel, die z. B. Eleanor Roosevelt gefielen (sie stattete den Garten des Weißen Hauses damit aus); eine fahrbare Miniküche sowie ein neues Verkaufssystem, das durch neuartige Kaufhauseinrichtungen, eine verbesserte optische Präsentation der Waren ermöglichte. Berühmt (wenn auch nicht reich) wurde er mit „Rainbelle“, einem Wegwerfregenschirm, der aus einem raffiniert gefalteten Papierbogen bestand und in mehreren Farben erhältlich war.

## Universität Frankfurt

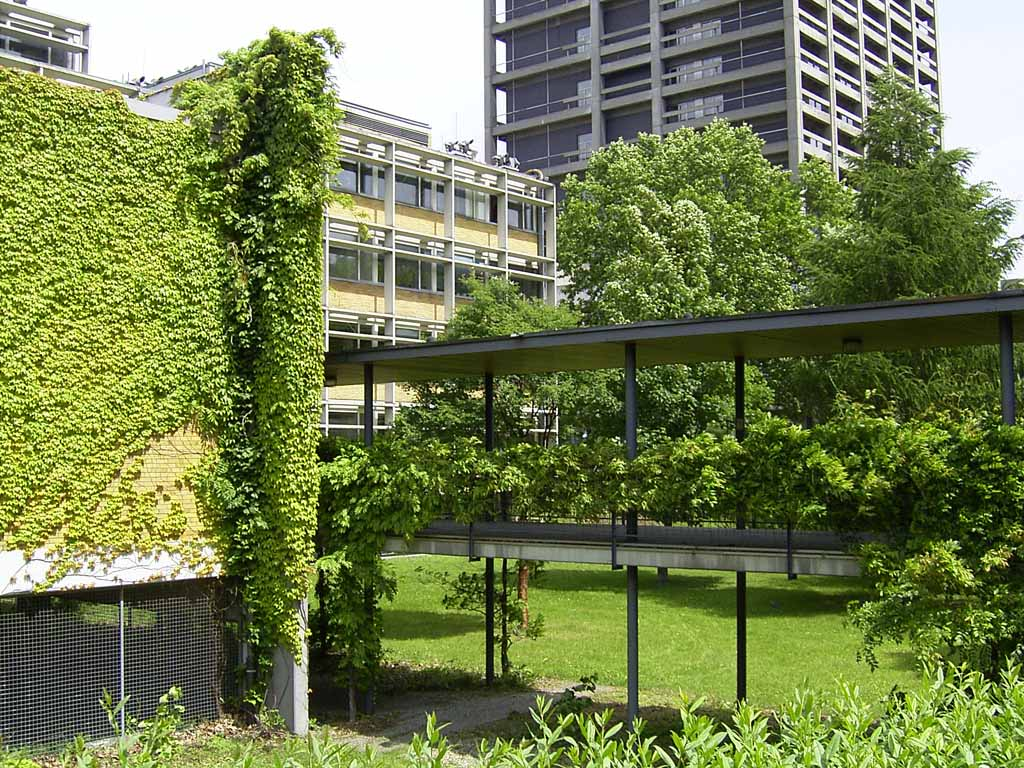
Gebäude des Senckenberg Biodiversität und Klima Forschungszentrums, ehemals Institut für Pharmazie der Goethe-Universität in der Georg-Voigt-Straße

1952 kehrte Kramer nach Frankfurt zurück (wie es heißt, auf Bitte von Max Horkheimer) und übernahm das Amt des Baudirektors der Johann Wolfgang Goethe-Universität, das er bis 1964 ausübte.
In dieser Zeit entwarf er zusammen mit seinen engagierten Mitarbeitern 23 Universitätsbauten. Kramer plante dabei auch die Inneneinrichtung bis ins kleinste Detail: Neben Möbeln, die er selbst entwarf, gab er alle anderen Einrichtungs- und Ausstattungsgegenstände vor (z. B. die Schrift ähnlich der Futura, mit der Beschriftungen gemacht wurden). Dabei griff Kramer auch auf Objekte aus seiner Mitarbeit am „Neuen Frankfurt“ zurück (z. B. die bereits erwähnten Sperrholztüren mit Stahlzarge). Typisch für Kramers Architektur ist deren Geradlinigkeit sowie die Verwendung vergleichsweise einfacher Materialien: So bestehen nahezu alle Bauten an der Universität aus einem Stahlbetonskelett, das mit Klinkern ausgefacht ist. Die Skelettbauweise führt dazu, dass keine tragenden Wände im Gebäudeinneren vorhanden sind, so dass die Raumaufteilung flexibel gehandhabt werden kann. Zur üblichen Ausstattung der Kramer-Bauten gehören Gästezimmer oder Dozentenwohnungen, die heute allerdings meist als Büros genutzt werden.
Zu Beginn seiner Tätigkeit für die Universität erarbeitete er 1952/53 einen Generalbebauungsplan, der 1955, 1958 und bis 1963 jährlich überarbeitet wurde. Verschiedene Revisionen der Planungen wurden nötig, da Grundstücke oder Finanzmittel nicht wie vorgesehen bereitstanden. Den Bau der Universitätsbibliothek führte Kramer nach seiner Pensionierung als Privatarchitekt zu Ende. Kramer begann seine Tätigkeit an der Universität mit einem programmatischen Paukenschlag: Um den schon zur Entstehungszeit (1914) viel zu schmalen Eingang des Jügelhauses (des Hauptgebäudes der Universität) vergrößern zu können, ließ er das neobarocke Portal mitsamt Säulen und allegorischen Figuren abschlagen (womit er sich in kürzester Zeit den Ruf eines „Glattmachers“ erwarb) und auf eine Breite von sieben Metern erweitern. Damit nicht genug, verlegte er auch noch das Rektorat ins Erdgeschoss, sozusagen „auf Höhe des Volkes“, und von diesem nur durch eine Wand aus Glasbausteinen getrennt. Dieser neue Eingang sollte die Öffnung der Universität für alle Bevölkerungsschichten symbolisieren. Der von Kramer eingeführten Formensprache folgte auch Paul Friedrich Posenenske bei seinen Bauten für die damalige Gesamthochschule Kassel.

## Zukunft der Universitätsbauten
Die Zukunft der von Kramer entworfenen und zu erheblichen Teilen unter Denkmalschutz stehenden Bauten ist ungewiss, da die Universität den Campus Bockenheim in den kommenden Jahren aufgeben wird. Bislang sehen die Planungen vor, die Flächen in Bockenheim zu veräußern und aus dem Erlös Neubauten an den anderen Standorten (Westend/Riedberg) zu finanzieren. Die ehemalige Pharmazie/Lebensmittelchemie im Süden des Geländes wurde durch das Architekturbüro SSP SchürmannSpannel beispielhaft saniert und bleibt erhalten.
Zu den Gebäuden, die veräußert werden, zählen nahezu alle übrigen von Kramer entworfenen. Sicher ist bislang nur der Erhalt des alten Hauptgebäudes mit dem von Kramer gestalteten Foyer/Eingangsbereich. Das Gebäude wurde von Peter Kulka „bis auf den Rohbau zurückgeführt“ und wurde für die Senckenberg Gesellschaft für Naturforschung bis 2018 umgebaut. Die von Kramer gestaltete und flächenbündig über dem 1953 von ihm gestalteten neuen breiten Hauptportal eingefügte Inschrift „Johann Wolfgang Goethe-Universität“ wurde 2015 entfernt.
2007 wurden die Gebäude Senckenberganlage 32–36 (Geologisch-Paläontologisches Institut von 1954, Geographisches Institut von 1964, und der Geowissenschaftliche Hörsaal von 1967) abgerissen, da sich auf diesem Areal die benachbarte Kreditanstalt für Wiederaufbau vergrößerte. Das Philosophische Seminargebäude (Philosophicum) wurde nach Plänen des Architekten Stefan Forster umgebaut und mit einem vorgesetzten Anbau versehen, es beinhaltet privat bewirtschaftete Studentenappartements.
Als größerer zusammenhängender Komplex stehen noch die Gebäude der Biologischen Institute, die ab 1954/1955 gebaut wurden. Mit dem integrierten Botanischen Garten der Universität bilden sie den rund 8 ha großen Biologie-Campus am Ende der Siesmayerstraße. Mehrfach protestierten Architekten, Wissenschaftler und Kritiker aus aller Welt gegen Verfall und Abrisspläne.
Im Frühjahr 2023 nahm das Center for Critical Computational Studies (C3S) an der Goethe-Universität seine Arbeit auf. Nach der Renovierung wird das C3S die  Gebäude auf dem früheren Biocampus in der Siesmayerstraße beziehen.

## Würdigung
Im November 1954 wurden Kramers Entwürfe für das Amerika-Institut der Universität Frankfurt im Kettenhofweg 130 sowie das Gärtnerhaus im Botanischen Garten Frankfurt, Siesmayerstraße, von einer Jury, die vom Bund Deutscher Architekten und dem Hessischen Minister der Finanzen einberufen war, als „vorbildliche Bauten im Lande Hessen“ ausgezeichnet. Der Jury gehörten die Architekten Werner Hebebrand, Konrad Rühl, Sep Ruf und Ernst Zinsser an.
Öffentliche Anerkennung erhielt Kramer erst Anfang der 1980er Jahre, als ihm zwei Universitäten fast gleichzeitig die Ehrendoktorwürde verliehen und das Bauhaus-Archiv in Berlin in einer Ausstellung sein Lebenswerk dokumentierte – die in Frankfurt beinahe nicht gezeigt worden wäre, da im Magistrat die Zuständigkeit lange hin und her geschoben wurde und somit keine städtischen Räume zur Verfügung standen. Die Ausstellung wurde schließlich auf private Initiative hin im Amerika-Haus gezeigt. Er erhielt die Wilhelm-Leuschner-Medaille des Landes Hessen, und kurz nach seinem Tod wurde in Frankfurt (Westhausen) auf Initiative der Bewohner eine Straße nach ihm benannt.

## Auszeichnungen
- 1958: Goethe-Plakette des Landes Hessen
- 1963: Ehrenplakette der Stadt Frankfurt am Main
- 1965: Ehrenbürger der Johann Wolfgang Goethe-Universität[12]
- 1965: Medaille der Naturwissenschaftlichen Fakultät der Johann-Wolfgang-Goethe-Universität
- 1975: Ehrenpreis der Architektenkammer Hessen (Werkkatalog)
- 1975: Ehrenmitglied des Verbandes Deutscher Industriedesigner (VDID)
- 1979: Medaille BAUHAUS, Hochschule für Architektur und Bauwesen Weimar
- 1981: Dr. Ing. E. h. der Universität Stuttgart
- 1981: Wilhelm-Leuschner-Medaille des Landes Hessen
- 1981: Dr. Ing. E. h. der Technischen Universität München
- 1984: Ehrenmitglied des Deutschen Werkbunds (DWB)
- 1986: Magistratsbeschluss: „Ferdinand-Kramer-Straße“ in Frankfurt-Westhausen

## Designentwürfe
- Möbel für die Firma Thonet, ca. 1925 bis 1930
- Leuchten für die Firma Bünte & Remmler, Frankfurt, ca. 1925 bis 1930
- Türklinken für die Firma Ernst Schönau 1925 (heute reproduziert von der Firma Tecnoline – nur diese mit Lizenz, alle andere stellen Plagiate her)
- Einrichtung zweier Wohnungen von Mies van der Rohe und einem Reihenhaus von J.J.P Oud der Weißenhofsiedlung, Stuttgart, 1927
- Piktogramm der Johann Wolfgang Goethe-Universität Frankfurt, 1952

## Bauwerke (Auswahl)
Grün = erhalten; gelb = verändert erhalten; rot = vor Abriss bedroht; grau = abgerissen; weiß = Status unbekannt
| Land               | Stadt             | Koordinaten                 | Entwurf Baujahr | Beschreibung / Nutzung | Abbildung    | Anmerkungen |
| ------------------ | ----------------- | --------------------------- | --------------- | --- | ------------ | --- |
| Deutschland        | Frankfurt am Main | 50° 5′ 54″ N, 8° 38′ 56″ O  | 1926–27         | Großgarage der Frankfurter Automobildroschkengesellschaft                                                                              |              | |
| Deutschland        | Frankfurt am Main | 50° 8′ 9″ N, 8° 36′ 42″ O   | 1929–30         | Siedlung Westhausen – Laubenganghäuser (Typ MEFAGANG), Fernheizwerk, Zentralwäscherei                                                  |              | Gesamtplanung: Ernst May, Herbert Boehm, Wolfgang Bangert Die niedrigeren Reihenhäuser der Siedlung Westhausen wurden durch Otto Fucker und Franz Schuster entworfen, während die Laubenganghäuser von Kramer und Eugen Blanck entworfen wurden. |
| Deutschland        | Frankfurt am Main | 50° 8′ 5″ N, 8° 40′ 10″ O   | 1928–30         | Henry-und-Emma-Budge-Altenheim (heute: Seniorenresidenz Grünhof im Park)                                                               |              | Entwurf: Erika Habermann, Ferdinand Kramer, Werner Max Moser, Mart Stam Ausführung: Werner Moser, Mart Stam |
| Deutschland        | Frankfurt am Main |                             | 1930            | Clubhaus des Frankfurter Kanu-Clubs |              | 1933 durch Kramer aufgestockt |
| Deutschland        | Frankfurt am Main | 50° 7′ 33″ N, 8° 38′ 57″ O  | 1931            | Wohnhaus Ella Erlenbach |              | |
| Deutschland        | Frankfurt am Main | 50° 7′ 23″ N, 8° 39′ 7″ O   | 1935            | Doppelwohnhaus für Friedrich Sommerlad / Schneider                                                                                     |              | Kramer konnte aufgrund der nationalsozialistischen Bauauflagen die Gebäude nicht seinen ästhetischen Vorstellungen entsprechend gestalten. Später distanzierte er sich von den Bauten aus dieser Zeit. Eine Doppelhaushälfte wurde in den 2010er Jahren mit Dämmstoff verkleidet |
| Deutschland        | Frankfurt am Main | 50° 7′ 43″ N, 8° 39′ 16″ O  | 1935            | Wohnhaus Carl Niemeyer |              | Siehe Anmerkung zum Doppelwohnhaus für Friedrich Sommerlad / Schneider |
| Deutschland        | Frankfurt am Main | 50° 6′ 37″ N, 8° 39′ 29″ O  | 1936            | Verwaltungsgebäude Deutsche Vereinigte Schuhmaschinen Gesellschaft                                                                     |              | Das Gebäude wurde, möglicherweise schon vor dem Krieg umgebaut, so dass der ursprüngliche, moderne Charakter verloren ist. |
| Deutschland        | Frankfurt am Main | 50° 7′ 47″ N, 8° 39′ 6″ O   | 1936            | Wohnhaus Dipl.-Ing. Nagel |              | Siehe Anmerkung zum Doppelwohnhaus für Friedrich Sommerlad / Schneider |
| Deutschland        | Frankfurt am Main | 50° 7′ 50″ N, 8° 38′ 53″ O  | 1937            | Wohnhaus Bräutigam |              | Siehe Anmerkung zum Doppelwohnhaus für Friedrich Sommerlad / Schneider |
| Deutschland        | Frankfurt am Main | 50° 7′ 29″ N, 8° 39′ 50″ O  | 1937            | Doppelwohnhaus Ceelen / Bütow |              | Siehe Anmerkung zum Doppelwohnhaus für Friedrich Sommerlad / Schneider |
| Vereinigte Staaten | Port Chester      |                             | 1939–40         | Wohnhaussiedlungen in Greyrock Park on Sound und Alden Estates                                                                         |              | |
| Deutschland        | Frankfurt am Main | 50° 7′ 5″ N, 8° 39′ 6″ O    | 1952–53         | Wiederaufbau des Jügelhauses und Portal – Neugestaltung des Haupt- und Nebeneinganges, Um- und Anbau Rektorat Prof. Dr. Max Horkheimer | Zustand 1959 | Das Mobiliar des Rektorats wurde von Horkheimer durch neobarocke Möbel ersetzt. Die Umbaumaßnahmen wurden in den 1980er Jahren sowie in den 2010er Jahren bei Renovierungen wieder rückgängig gemacht oder verändert. |
| Deutschland        | Frankfurt am Main | 50° 7′ 3″ N, 8° 39′ 0″ O    | 1953            | Fernheizwerk, Campus Bockenheim |              | Mitarbeit Walter Dunkl |
| Deutschland        | Frankfurt am Main | 50° 7′ 1″ N, 8° 39′ 12″ O   | 1953–54         | Englisches Seminar und Amerika-Institut                                                                                                |              | Mitarbeit Helmut Adler Im November 1954 wurde das Bauwerk gemeinsam mit anderen Neubauten von einer Jury, die vom Bund Deutscher Architekten und dem Hessischen Minister der Finanzen einberufen war, als „vorbildlicher Bau im Lande Hessen“ ausgezeichnet. Der Jury gehörten die Architekten Werner Hebebrand, Konrad Rühl, Sep Ruf und Ernst Zinsser an. Seit 2003 befand sich das linke Kulturzentrum „Institut für vergleichende Irrelevanz“ in dem Gebäude. Die Universität verkaufte das Gebäude 2012 für etwa eine Million Euro an die Franconofurt AG. Nach der Räumung 2013 wurde es für den doppelten Preis weiterverkauft. Nach einer Entkernung durch den neuen Eigentümer wurde es für 2,9 Millionen Euro an einen unbekannten Käufer weiterverkauft. Das Gebäude steht weiterhin leer (Stand: Juli 2018) |
| Deutschland        | Frankfurt am Main | 50° 7′ 8″ N, 8° 39′ 14″ O   | 1953–54         | Geologisch-Paläontologisches Institut                                                                                                  |              | Mitarbeit Helmut Adler 2007 abgerissen und durch den Neubau der KfW ersetzt |
| Deutschland        | Frankfurt am Main | 50° 7′ 34″ N, 8° 39′ 27″ O  | 1954–56         | Biologisches Camp – Institutsgebäude für Anthropologie, Botanik, Zoologie, Mikrobiologie; Hörsaalgebäude, Verbindungsgang, Gärtnerhaus |              | Mitarbeit Walther Dunkl, Helmut Adler leerstehend |
| Deutschland        | Frankfurt am Main | 50° 7′ 11″ N, 8° 39′ 3″ O   | 1956            | Studentenwohnheim Bockenheimer Warte                                                                                                   |              | Mitarbeit Helmut Adler |
| Deutschland        | Frankfurt am Main | 50° 6′ 58″ N, 8° 38′ 59″ O  | 1954–57         | Institutsgebäude für Pharmazie, Lebensmittelchemie und Städtisches Nahrungsmitteluntersuchungsamt                                      |              | Mitarbeit Klaus Peter Heinrici Mittlerweile befindet sich das Senckenberg Biodiversität und Klima Forschungszentrum (BiK-F) in diesem durch das Architekturbüro SchürmannSpannel vollständig sanierten Gebäude. Für die beispielhafte Sanierung wurde das Gebäude mehrfach ausgezeichnet, u. a. mit einer Anerkennung beim Deutschen Architekturpreis 2015. |
| Deutschland        | Frankfurt am Main | August-Euler-Straße 6       | 1956–57         | Institut für Kernphysik samt Forschungsreaktor                                                                                         |              | Mitarbeit Walter Dunkl, Helmut Adler 2006 abgerissen |
| Deutschland        | Arnoldshain       | 50° 15′ 33″ N, 8° 26′ 50″ O | 1957            | Wochenend- und Ferienhaus Albert von Metzler                                                                                           |              | |
| Deutschland        | Frankfurt am Main | 50° 7′ 6″ N, 8° 39′ 0″ O    | 1956–58         | Hörsaalgebäude I |              | Mitarbeit Helmut Adler |
| Deutschland        | Bad Homburg       | Heuchelheimer Straße 19     | 1958–59         | Wohnhaus Gottlieb Ruth |              | Durch An- oder Umbauten verändert |
| Deutschland        | Dreieich          | Kohlseeweg 4 Lage           | 1959–60         | Wohnhaus Walter Lippmann |              | |
| Deutschland        | Frankfurt am Main | 50° 7′ 9″ N, 8° 39′ 2″ O    | 1959–60         | Philosophicum | Zustand 2012 | Mitarbeit Walter Dunkl Das Gebäude wurde 2017 durch Stefan Forster zu Mikro-Apartments umgebaut. Dabei wurde die Grünfläche vor dem Gebäude durch einen Anbau überbaut, der die Westfassade verdeckt. |
| Deutschland        | Frankfurt am Main |                             | 1960            | Theodor-Stern-Haus |              | 2010 abgerissen |
| Deutschland        | Frankfurt am Main | 50° 7′ 1″ N, 8° 39′ 1″ O    | 1959–61         | Institute für Physik und Mathematik I                                                                                                  |              | Die ursprünglich aus Beton bestehenden Brise-Soleil wurden durch eine Sonnenschutzvorrichtung aus Stoff ersetzt. |
| Deutschland        | Frankfurt am Main | 50° 7′ 7″ N, 8° 39′ 21″ O   | 1960–61         | Walter-Kolb-Studentenwohnheim („Sponti-Villa“)                                                                                         |              | |
| Deutschland        | Frankfurt am Main | 50° 7′ 0″ N, 8° 38′ 59″ O   | 1962            | Erweiterungsbau des Instituts für Physikalische Chemie; heute Informatik                                                               |              | Mitarbeit Walter Dunkl |
| Deutschland        | Frankfurt am Main | 50° 7′ 10″ N, 8° 39′ 11″ O  | 1962–63         | Mensa der Johann Wolfgang Goethe-Universität Frankfurt am Main („Labsaal“)                                                             | Zustand 2016 | Vor dem geplanten Abriss wurde die Fassade von Studenten mit Graffiti umgestaltet. |
| Deutschland        | Frankfurt am Main |                             | 1963            | Institutsgebäude für Therapeutische Biochemie                                                                                          |              | 2010 abgerissen |
| Deutschland        | Frankfurt am Main | 50° 7′ 9″ N, 8° 39′ 15″ O   | 1964            | Geographisches Institut |              | 2007 abgerissen und durch den Neubau der KfW ersetzt |
| Deutschland        | Frankfurt am Main | 50° 7′ 5″ N, 8° 39′ 0″ O    | 1964            | Hörsaalgebäude II |              | |
| Deutschland        | Frankfurt am Main | 50° 7′ 14″ N, 8° 39′ 11″ O  | 1964            | Zentralbibliothek der Universitätsbibliothek Johann Christian Senckenberg                                                              |              | Die Universitätsbibliothek wird in dem Gebäude verbleiben, bis am Campus Westend ein Neubau für sie errichtet wird. |
| Deutschland        | Frankfurt am Main | 50° 7′ 34″ N, 8° 39′ 27″ O  | 1966            | Labor- und Wirtschaftsgebäude – Ergänzung des Biologischen Camps                                                                       |              | |
| Deutschland        | Frankfurt am Main | 50° 7′ 2″ N, 8° 38′ 59″ O   | 1964–67         | Institutsgebäude für Mathematik II |              | |
| Schweiz            | Astano            |                             | 1966–67         | Wohnhaus Gerold |              | |
| Deutschland        | Bad Homburg       | 50° 14′ 9″ N, 8° 37′ 2″ O   | 1966–67         | Wohnhaus R. Maurer |              | |
| Deutschland        | Frankfurt am Main | 50° 7′ 6″ N, 8° 38′ 59″ O   | 1962–63 1963–68 | Tiefgarage Mertonstraße |              | |
| Deutschland        | Frankfurt am Main | 50° 6′ 1″ N, 8° 40′ 10″ O   | 1968            | Wohn- und Mietshaus Kramer (Sachsenhausen)                                                                                             |              | |
| Deutschland        | Wiesbaden         | 50° 5′ 12″ N, 8° 12′ 27″ O  | 1968–69         | Wohnhaus Dr. U. Kollatz |              | |
| Deutschland        | Hanau-Kesselstadt |                             | 1969            | Umbau und Erweiterung des Comoedienhaus Wilhelmsbad                                                                                    |              | Die Stadt als Pächter wünscht einen Neubau des gläsernen Vestibüls. Der Umbau allerdings seit 2022 als Einzeldenkmal vom Landesdenkmalamt inventarisiert |
| Deutschland        | Frankfurt am Main | 50° 7′ 7″ N, 8° 39′ 10″ O   | 1962–63 1963–70 | Juridicum (Senckenberganlage 31–33) |              | Planung: Mitarbeiter Universitätsbauamt Pläne teilweise von Ferdinand Kramer unterzeichnet Ausführung: Heinrich Nitschke |
| Deutschland        | Bad Homburg       | 50° 14′ 38″ N, 8° 37′ 0″ O  | 1969–70         | Wohnhaus Dr. R. Volhard |              | |
| Deutschland        | Frankfurt am Main | 50° 4′ 59″ N, 8° 40′ 54″ O  | 1971            | Wohnhaus Dieter Christ |              | |
| Deutschland        | Frankfurt am Main | 50° 7′ 53″ N, 8° 38′ 40″ O  | 1958–63 1968–72 | Institut für Leibesübungen |              | Planung: Mitarbeiter Universitätsbauamt Ausführung: Heinrich Nitschke |
| Deutschland        | Frankfurt am Main | 50° 9′ 16″ N, 8° 45′ 39″ O  | 1971–72         | Wohnhaus Dr. A. Dietz |              | |

## Einzelausstellungen
Ferdinand Kramer: Architektur und Design
Berlin, Bauhaus-Archiv, Museum für Gestaltung, 1982/1983,
Frankfurt, Amerika-Haus, 1983
Stuttgart, design center,
Amsterdam, Stedelijk Museum
Ferdinand Kramer Der Charme des Systematischen
Museum für Gestaltung Zürich, 1991,
Frankfurt, Haus des Deutschen Werkbundes,
Bauhaus Dessau 1991/1992,
München, Technische Universität
Die Modernisierung des Alltäglichen – Ferdinand Kramer: Ein Beispiel der 20er Jahre
Freie Hansestadt Bremen, Bremer Landesmuseum für Kunst- und Kulturgeschichte / Fockemuseum, 1993 (Zum 95. Geburtstag)
Hommage an Kramer – Ferdinand Kramer Architekt / Designer
Museum Künstlerkolonie, Mathildenhöhe Darmstadt, 1998 (Zum 100. Geburtstag)
Wohnreform – Ferdinand Kramer und das Neue Wohnen der 20er Jahre
Bergische Universität – GH Wuppertal, 2000/01, Lehrstuhl für Kunst- und Designgeschichte
Das Prinzip Kramer. Design für den variablen Gebrauch
Museum Angewandte Kunst, Frankfurt am Main, 2014
Linie Form Funktion. Die Architektur von Ferdinand Kramer
Deutsches Architekturmuseum, Frankfurt am Main, 2015/2016
Kramer lieben. Objekte, Architektur, Film, Kunst, Gespräch
Museum Angewandte Kunst, Frankfurt am Main, 2023